# Theobald I. (Navarra)

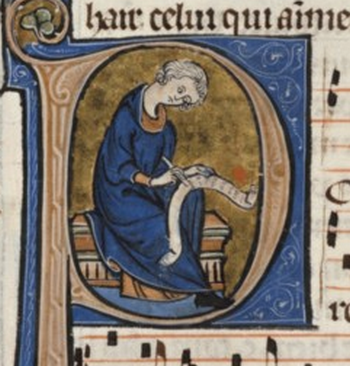
Theobald von Champagne dichtet ein Minnelied

Theobald von Champagne (franz.: Thibaut IV de Champagne, span.: Teobaldo I de Navarra; * 30. Mai 1201 in Troyes; † 8. Juli 1253 in Pamplona) war seit 1201 als Theobald IV. Graf von Champagne und seit 1234 als Theobald I. König von Navarra aus dem Haus Blois. Er ist auch unter seinen Beinamen bekannt: „Thibaut le Posthume“, der nach dem Tode des Vaters Geborene, und „Thibaut le Chansonnier“, der Minnesänger. Er war ein Urenkel Eleonores von Aquitanien, der „Königin der Troubadoure“ und einer der berühmtesten Trouvères des 13. Jahrhunderts.

## Leben

### Herkunft und Kindheit
Theobald war der postum geborene Sohn des Grafen Theobald III. der Champagne und der Blanka von Navarra. Während seine Mutter für ihn die Regentschaft in der Champagne führte, wurde Theobald am Hof seines Paten König Philipp II. August von Frankreich erzogen. Dort entwickelte er eine starke Zuneigung zu der dreizehn Jahre älteren Blanche von Kastilien, der Frau des Thronfolgers und Cousine seiner Mutter. Seine Leidenschaft für Blanche kleidete er in Lieder und Gedichte, die er an die Mauern der Paläste in Troyes und Provins malen ließ, was ihm den Beinamen eines Troubadours (oder „Chansonniers“ in Frankreich) eintrug.

### Erbfolgekrieg
Während Theobalds Unmündigkeit wurde seine Mutter mit dem Erhalt seines Erbes in Anspruch genommen, welches nicht unumstritten war. Denn Theobalds Onkel Graf Heinrich II., der im Heiligen Land gestorben war, hatte zwei Töchter hinterlassen, welche einen berechtigten Anspruch auf die Champagne besaßen, auch wenn Theobalds Vater einst vom König als Nachfolger seines Bruders anerkannt worden war. Im Jahr 1216 kehrte Heinrichs jüngste Tochter Philippa mit ihrem Ehemann Érard de Brienne in das Land ihrer Vorväter zurück und beanspruchte sofort die Champagne. Dies löste einen Erbfolgekrieg aus, den sich besonders der benachbarte Herzog Theobald I. von Lothringen für seinen eigenen Machtgewinn zunutze machen wollte, indem er Philippa und die revoltierenden Vasallen der Champagne unterstützte.
Gräfin Blanka wusste jedoch den König hinter sich, sowie den Grafen Heinrich II. von Bar, Herzog Hugo IV. von Burgund und Kaiser Friedrich II. Auch Papst Innozenz III. hatte sich für die Gräfin ausgesprochen. 1216 kam es unter Vermittlung Philipps II. zu einem kurzzeitigen Waffenstillstand und der Streit wurde vor das königliche Hofgericht getragen. Anfang 1217 nahm Érard de Brienne den Kampf wieder auf und wurde dafür von Papst Honorius III. exkommuniziert.
Blankas Verbündete marschierten 1218 gegen Lothringen und verwüsteten das Land. Herzog Theobald flüchtete nach Amance und musste im Juni 1218 kapitulieren, wodurch Philippa und Érard ihres wichtigsten Unterstützers beraubt wurden. Der Erbfolgekampf war damit für Blanka und ihren Sohn entschieden, ihre beiden Konkurrenten verließen Frankreich bis 1222, fuhren in ihre Heimat in Übersee und kehrten nie wieder zurück. Trotzdem sollte die Gefahr aus dem Morgenland für Theobald nicht gebannt sein.

### Aufstand der Barone

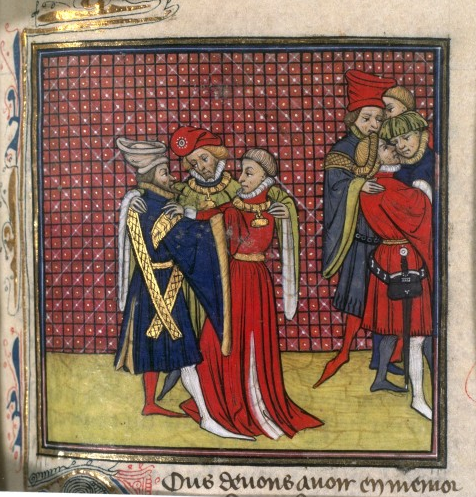
Theobald von Champagne, Peter Mauclerc von Bretagne und Hugo von Lusignan verschwören sich gegen die Regentin

Im Jahr 1222 wurde Theobald mündig und übernahm die Regentschaft in seinem Erbe. Um 1224 erreichte er in Tudela von seinem Onkel König Sancho VII. die Anerkennung als dessen Erbe im Königreich Navarra. Danach unterstützte er König Ludwig VIII. bei der Eroberung von La Rochelle (August 1224) gegen die Engländer. Zur selben Zeit distanzierte er sich von seinem König und geriet in das Umfeld oppositioneller Kräfte um Peter Mauclerc und Hugo X. von Lusignan, welche das vorangegangene Erstarken des Königtums gegenüber dem Lehnsadel als Bedrohung der eigenen Macht auffassten. Diese Lage eskalierte während des Kreuzzuges des Königs gegen die Albigenser, nachdem Theobald, Peter Mauclerc und ihre Sympathisanten im Juli 1226 den König während der Belagerung von Avignon nach Verstreichen der vorgegebenen 40-Tage-Frist im Stich ließen und mit ihren Kontingenten das Kreuzfahrerheer verließen. Obwohl dazu durchaus berechtigt, wurde diese Handlung vom königlichen Hof als ein Akt des Verrates wahrgenommen.
Nachdem die Barone auch der Krönung Ludwigs IX. im November 1226 fernblieben, nahm die für ihn regierende Blanche von Kastilien den Kampf gegen die Opposition auf. Theobald, der an den Feierlichkeiten teilnehmen wollte, wurde von der Regentin der Zugang zu Reims verwehrt.
Der Regentin gelang es im Januar 1227 in Curçay die Reihen der Barone durch geschickte Verhandlungen zu entzweien. Theobald, welcher zusammen mit Graf Heinrich II. von Bar der Unterhändler der Barone war, machte sich durch seine persönliche Nähe zur Regentin bei seinen Mitstreitern verdächtig. Aus Furcht vor diesen wechselten er und der Graf von Bar die Seite und unterwarfen sich in Loudun der Königin. Dadurch wurde die Opposition erheblich geschwächt, so dass sich Mauclerc und Hugo von Lusignan am 16. März 1227 in Vendôme ebenfalls gezwungen sahen, sich zu unterwerfen. Ihr Bündnispartner Richard von Cornwall unterzeichnete ebenfalls einen Waffenstillstand und zog sich nach England zurück.
Der Kampf sollte jedoch weitergehen, nachdem Mauclerc versuchte, sich in Montlhéry der Person des Königs zu bemächtigen, was aber durch das rechtzeitige Eingreifen der Regentin verhindert wurde. Nachdem Mauclerc nicht wie gefordert am 31. Dezember 1227 am königlichen Hof zu Melun erschien, brachen die Kämpfe erneut aus. Mauclerc gelang es, den Onkel des Königs, Philipp Hurepel, und den Herren Enguerrand III. de Coucy in sein Lager zu ziehen. Theobald aber schloss sich sofort dem König an und führte ihm 800 Ritter zu, zusammen stürmten sie im Januar 1228 Mauclercs mächtige Burg Bellême. Dies brachte die Barone nun auch gegen Theobald auf, in Schmähschriften bezichtigten sie ihn des Mordes an König Ludwig VIII. und lasteten ihm eine sexuelle Beziehung mit der Regentin an.
Die Kämpfe, die Theobald zusätzlich schürte, verlagerten sich somit in die Champagne. Er entführte den Erzbischof von Lyon, womit er sich den Herzog von Burgund und die Grafen von Bar und Nevers zum Feind machte. Diese fielen gemeinsam mit Enguerrand de Coucy in die Champagne ein, brannten Ervy und Saint-Florent nieder, und belagerten Chaource. Theobalds Hauptstadt Troyes aber wurde erfolgreich von seinem Seneschall Simon de Joinville verteidigt. Die Regentin entsandte zur Unterstützung Theobalds ein Heer nach Troyes und schwächte 1230 die Barone, indem sie, durch ihren verbündeten Grafen Ferrand von Flandern, Philipp Hurepel zur Unterwerfung zwang. Danach stellten auch der Herzog von Burgund und die Grafen von Bar und Nevers ihre Kampfhandlungen gegen Theobald ein.
Die Waagschale neigte sich danach zugunsten der Regentin und Theobalds, nachdem bereits im Oktober 1229 Mauclerc dem englischen König für die Bretagne gehuldigt und ihn dazu eingeladen hatte, mit einem Heer in Frankreich zu landen. Dies brachte seine engsten Anhänger gegen ihn auf, Hugo von Lusignan gab deshalb im Januar 1230 in Clisson den Kampf auf. Nachdem der König mit einem Heer, unterstützt von Theobald, mehrere Burgen in der Bretagne einnahm und sich König Heinrich III. von England im Oktober 1230 ohne nennenswertem Kampf nach England zurückzog, gaben Mauclerc und Enguerrand de Coucy 1231 endgültig auf.
Theobald hatte sich in dieser Zeit als wichtige Stütze der Regentin und des jungen Königs erwiesen, welche ihr Vertrauen in ihn setzten. So diente ihr Theobald 1229 als Schiedsmann bei den Verhandlungen in Meaux mit dem Grafen Raimund VII. von Toulouse, welche zur Unterzeichnung des Vertrages von Meaux-Paris führten, der den Albigenserkreuzzug offiziell beendete.

### Alice von Zypern
Im Jahr 1233 landete die Königinwitwe von Zypern und Fürstin von Antiochia an der Mittelmeerküste Frankreichs, was Theobald erneut in eine bedrohliche Lage versetzte. Denn es war seine Cousine Alice, die zweite Tochter seines Onkels und ältere Schwester von Philippa, und genau wie ihre Schwester hatte auch sie einen Anspruch auf das väterliche Erbe, die Champagne. Alice hatte einst die Behauptung dieser Ansprüche von ihrer Schwester übernommen und fortgeführt, was Theobald schon während des Aufstandes der Barone zusätzliche Probleme bereitet hatte. Denn die Barone um Peter Mauclerc und Philipp Hurepel hatten sich auch der Ansprüche Alices bedient als Rechtfertigung für ihren Kampf gegen Theobald. Er selbst erkannte ihre Rechte nicht an mit der Begründung, dass die Ehe ihrer Eltern nicht rechtmäßig gewesen sei. Denn der erste Ehemann ihrer Mutter, Humfried IV. von Toron hatte einst die erzwungene Scheidung von seiner Frau niemals anerkannt.
Im Gegensatz zum Konflikt mit Philippa besaß Theobald gegen Alice keinen nennenswerten Unterstützer, der ihn gegen sie und den mit ihr sympathisierenden Adel der Champagne hätte beistehen können. Auch die königliche Autorität, die in dieser Zeit der König persönlich übernahm, hielt sich zurück. 1234 gelang es Theobald, sich mit Alice zu einigen, sie erklärte sich bereit für eine einmalige Zahlung von 40.000 und einer jährlichen Rente von 2.000 Livres tournois auf ihre Ansprüche zu verzichten. Der Graf von Champagne war als Schirmherr der großen Champagnemessen einer der reichsten Fürsten Frankreichs, doch selbst für ihn war eine solche Summe exorbitant.
In dieser Situation schaltete sich der König als Gläubiger für den Grafen ein und erklärte sich bereit, diese finanzielle Last zu tragen. Alice reiste wenig später in das heilige Land zurück, Theobald aber befand sich nun gegenüber seinem königlichen Lehnsherren in der unkomfortablen Position eines Schuldners. Um diese Schulden zu begleichen, gab er seine Lehnshoheit über die Grafschaften Blois, Chartres, Châteaudun und Sancerre zugunsten der Krone auf. Ein schwerwiegender Verlust, wurde damit die von Theobalds Ahnen, Odo II. von Blois, begründete Umklammerung der Île-de-France durch das Haus Blois beendet. In der Champagne musste Theobald die Anwesenheit königlicher Beamter dulden, welche die Rentenzahlungen für Alice überwachen sollten und somit erheblichen Einfluss auf Theobalds politischen Handlungsspielraum nahmen.
Diese Vorgänge bedeuteten faktisch das Ende der Champagne als machtpolitische Größe im mittelalterlichen Frankreich. Die Region verlor ihre fürstlich-souveräne Position und sollte wenig später durch die Ehe von Theobalds Enkelin mit König Philipp IV. dem Schönen zur Gänze in königliche Hände übergehen.

### König von Navarra
Nach dem Tod Sanchos VII. 1234 konnte Theobald dessen Erbe in Navarra antreten. Sein Nachfolgerecht wurde zuvor dort zeitweise in Frage gestellt, nachdem Sancho mit König Jakob I. von Aragon 1231 einen Erbvertrag vereinbart hatte. Doch letztlich profitierte Theobald von der Parteinahme des baskischen Adels zu seinen Gunsten und der Inanspruchnahme Jakobs bei dessen Eroberungszügen auf den Balearen und in Valencia.
Theobald reformierte die Verwaltung Navarras nach nordfranzösischem Vorbild, besetzte neu geschaffene Ämter wie Seneschallat und Kanzlei aber auch mit Basken. Er kodifizierte das Recht (Cartulario Magno) und fasste erstmals das Gewohnheitsrecht im Fuero Generl zusammen. Außenpolitisch näherte er sich an König Ferdinand III. von León an, von dem er Gipuzkoa erhielt. Ein Eheprojekt mit Ferdinand scheiterte aber nach einem Einwand des Königs von Kastilien, der Navarra als sein feudum betrachtete.
In den folgenden Jahren geriet Theobald in Frankreich mit König Ludwig IX. in Konflikt, nachdem er seine Tochter Blanche mit dem Herzog der Bretagne (einen Sohn Mauclercs) verheiratet hatte. Dieser hatte er zudem das Erbrecht auf Navarra mit in die Ehe gegeben. Ludwig witterte eine Verschwörung und belagerte, zusammen mit seinen Brüdern Alfons und Robert, Theobalds Burg Montereau. Erst die Vermittlung Papst Gregors IX., die Theobald erbeten hatte, da er zwei Jahre zuvor das Kreuz genommen hatte, konnte in Vincennes im Juni 1236 einen Frieden stiften, indem Theobald aber Montereau und Bray-sur-Seine an den König abtreten musste.

### Kreuzzug der Barone

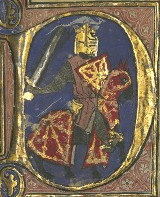
Theobald von Champagne in voller Rüstung (Bibliothèque nationale de France, Français 12615, fol. 1, Detail, 13. Jahrhundert)

1239 entschloss sich Theobald sein Kreuzzugsvorhaben in die Tat umzusetzen und setzte sich an die Spitze eines Kreuzzuges, an dem sich eine Vielzahl französischer Barone (u. a. Graf Peter von Braine, Herzog Hugo IV. von Burgund, Graf Heinrich II. von Bar, der Konstabler von Frankreich Graf Amalrich VII. von Montfort, Graf Guigues von Nevers, Graf Wilhelm von Joigny und Graf Ludwig I. von Sancerre) beteiligten. Das Unternehmen genoss die Unterstützung König Ludwigs IX. der die volle Finanzierung Theobalds übernahm. Eigentlich beabsichtigten die Kreuzfahrer in Brindisi an Bord ihrer Schiffe zu gehen. Da Kaiser Friedrich II. die italienischen Häfen für Heerfahrten in das heilige Land gesperrt hatte, waren sie aber genötigt, sich in Aigues-Mortes und Marseille einzuschiffen. Sie erreichten Anfang September 1239 Palästina. Das Kreuzfahrerheer umfasste ca. 1.000 Ritter.

Das heilige Land nach dem Kreuzzug der Barone

Da Theobalds Leidenschaft eher der Lyrik als dem Kampf galt, verlief der Kreuzzug militärisch nicht besonders erfolgreich. Theobald verbrachte die meiste Zeit im sicheren und vergnüglichen Akkon, bevor er nach Askalon zog, wo er die Festung wiedererrichten wollte. Vorausgeeilte Abteilungen der Kreuzfahrer schlugen zwei kleinere Schlachten gegen die Ayyubiden. Die Erste, ein Überfall auf einen reichen damaszenischen Konvoi unter Peter von Braine, war ein knapper Sieg. Die Zweite, die Schlacht bei Gaza, gegen ein ägyptisches Heer im November 1239, war eine vernichtende Niederlage, in welcher der Graf von Bar fiel und der Graf von Montfort in Gefangenschaft geriet. Zeitgleich brachen aber auch kriegerische Konflikte zwischen den Ayyubiden-Staaten aus, die zu Gunsten Theobalds verliefen. Er verbündete sich mit Sultan as-Salih Ismail von Damaskus gegen dessen Neffen Sultan as-Salih Ayyub von Kairo. Dafür trat Ismail ihm Galiläa mit den wichtigen Festungen Safed und Beaufort ab und versprach ihm weitere, noch von Ayyub zu erobernde Teile Palästinas, nämlich die Gebiete westlich des Jordans bis südlich von Jerusalem. Nachdem sich die Soldaten Ismails geweigert hatten, an der Seite von Christen gegen Muslime zu kämpfen, und teils zu Ayyub überliefen, nutze Theobald die sich bietende Gelegenheit, ein Neutralitätsabkommen mit Sultan as-Salih Ayyub von Kairo einzugehen, wofür dieser ihm den Besitz Askalons bestätigte und zusagte, ihm die von Ismail versprochenen Gebiete Ayyubs abzutreten und die bei Gaza gefangen genommenen Gefährten Theobalds freizulassen. Einige wichtige lokale Barone waren über den diplomatischen Seitenwechsel verärgert, da sie in ihren gerade von Ismail erhaltenen Herrschaften in Galiläa diesen als dringendere Bedrohung als Ayyub empfanden.
Theobald wartete den Vollzug des Neutralitätsabkommen nicht ab, sondern verließ, nachdem er Jerusalem einen eiligen Pilgerbesuch abgestattet hatte, im September 1240 das heilige Land. Ein großer Teil der Kreuzfahrer folgte ihm, mit Ausnahme des Herzogs von Burgund und des Grafen von Nevers, die noch bis 1241 im Land blieben. Kurz nach Theobalds Abreise traf Richard von Cornwall mit einem englischen Kreuzritterheer ein, der die Abtretung der Gebiete an die Kreuzfahrer und die Freilassung der Gefangenen überwachte. Obwohl Theobald weder große Schlachten geschlagen noch aktive Diplomatie betrieben hatte, war der im Zuge des Kreuzzugs erlangte Geländegewinn für die Kreuzfahrer der größte seit dem Ersten Kreuzzug.

### Letzte Jahre und Tod
Neben einer Damas-Rose brachte Theobald aus dem Heiligen Land ein Stück des wahren Kreuzes mit, welches er der Kirche von Saint-Laurent-des-Ponts in Provins stiftete, die danach Kirche des Heiligen Kreuzes (Église Sainte-Croix) genannt wurde. Im Jahr 1241 unterstützte er König Ludwig IX. im Saintonge-Krieg gegen Heinrich III. von England und widmete sich danach der Verwaltung seiner Ländereien.
Theobald starb am 8. Juli 1253 in Pamplona, weniger als ein Jahr nach seiner von ihm verehrten Dame Blanche von Kastilien, und wurde in der Kathedrale Santa Maria la Real bestattet, sein Herz dagegen im Kloster der Cordelières in Provins.
Er ist der Autor von 71 lyrischen Kompositionen, darunter 37 Liebesliedern, in denen er eine große technische und verbale Virtuosität beweist, ebenso wie eine außergewöhnliche Frechheit und Ironie gegenüber der Ritterlichkeit. Theobald von Champagne war der berühmteste Troubadour seiner Zeit. Er wurde im folgenden Jahrhundert von Dante als sein Vorläufer angesehen.

## Ehen und Nachkommen
Um 1217 heiratete er Gertrud von Egisheim (* um 1203; † 30. März 1225), Tochter des Albert von Egisheim, Grafen von Dagsburg und Metz, und Witwe des Herzogs Theobald I. von Lothringen, in der Hoffnung, durch sie die Grafschaft Metz zu erwerben. Als sich die Hoffnung zerschlug, verstieß er Gertrud.
1222 heiratete er Agnes aus dem Haus Beaujeu, eine Cousine des späteren Königs Ludwig IX. des Heiligen, die bereits am französischen Hof Theobalds Spielkameradin gewesen war. Agnes war die Tochter von Guichard IV. von Beaujeu und Sibylle von Hennegau. Sie starb 1231 und wurde in der Abtei von Clairvaux bestattet. Mit ihr hatte er eine Tochter:
- Blanche (* 1226; † 11. August 1283)
  - ⚭ 1236 mit Herzog Johann I. von Bretagne († 1286)

1232 schloss Theobald seine dritte Ehe mit Margarete von Bourbon-Dampierre († 1258), Tochter des Archambault VIII., Herrn von Bourbon und dem Haus Dampierre. Die Kinder von Theobald und Margarete waren:
- Eléonore (1233; † jung)
- Theobald V./II. (* 1238; † 4. Dezember 1270 in Trapani), Graf der Champagne und König von Navarra
- Marguerite (*um 1240; † 3. Oktober 1307)
  - ⚭ am 10. Juli 1255 mit Herzog Friedrich III. von Lothringen († 1302)
- Pierre († 22. Mai 1265), Herr von Muruzábal
- Béatrice (* 1242; † 1295)
  - ⚭ 1258 Herzog Hugo IV. von Burgund (* 1212; † 1272)
- Heinrich III./I. der Dicke (* 1244; † 22. Juli 1274), Graf der Champagne und König von Navarra